# Maijastina Kahlos

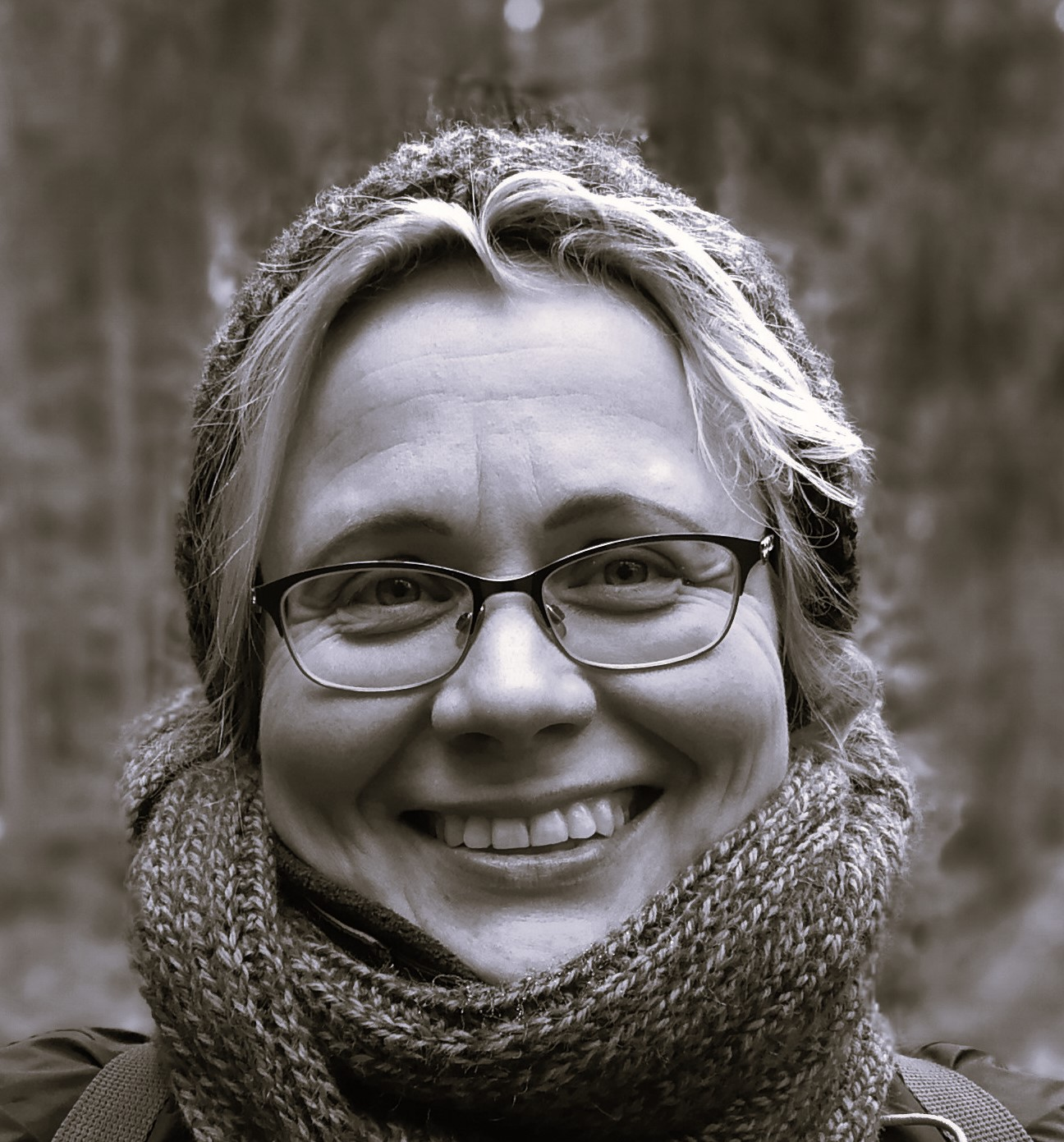
Maijastina Kahlos (2024)

Maijastina Kahlos (* 1967 in Rautalampi) ist eine finnische Althistorikerin mit Schwerpunkt auf Religionen der Spätantike. Sie ist Dozentin an der Universität Helsinki.

## Karriere
Nachdem sie 1991 des Grad eines Magister Philosophiae an der Universität Helsinki erlangt hatte, wurde Kahlos dort 1998 mit der Dissertation Saeculum Praetextati über den römischen Senator Vettius Agorius Praetextatus promoviert. Im Jahr 2001 war sie Gastwissenschaftlerin am Friedrich-Meinecke-Institut der Freien Universität Berlin. Von 2006 bis 2011 leitete Kahlos ein Forschungsprojekt der Akademie von Finnland zum religiösen und ideologischen Umbruch in der Spätantike. Kahlos war zweimal Forschungsstipendiatin an der Universität Helsinki (2011–2014 und 2019–2021) Von 2014 bis 2019 war sie Wissenschaftlerin im Exzellenzzentrum Reason and Religious Recognition, im Jahr 2019 Visiting Research Fellow am Käte Hamburger Kolleg der Ruhr-Universität Bochum. 2021/2022 war sie Gaststipendiatin an der Clare Hall der Universität Cambridge. Im Jahr 2022 war sie Forschungsstipendiatin an der Universität Lissabon (Centro de Estudos Clássicos) und seit 2023 ist sie Gastwissenschaftlerin an der Universität Jerusalem (Israel Institute for Advanced Studies).
Zu Kahlos’ Fachgebieten gehören Römische Geschichte im 4. und 5. Jahrhundert, Religionen des Römischen Reiches und Geschichte des römischen Alltagslebens. Ihr 2023 erschienenes Buch Taikakirja: Magia antiikin Kreikassa ja Roomassa (deutsch „Zauberbuch: Magie im antiken Griechenland und Rom“) beschäftigt sich mit Magie im Römischen Reich. Kahlos startete im April 2022 den Podcast Antiikki nyt! (deutsch „Antike jetzt!“).

## Werke (Auswahl)

### Monografien
- Agorius Praetextatus. A senatorial life in between (= Acta Instituti Romani Finlandiae. Band 26). Institutum Romanum Finlandiae, Rom 2002, ISBN 952-5323-05-6.
- Debate and Dialogue – Christian Rhetorical Strategies against Pagans in the Roman West, c. 380–430. Ashgate Publishing, Aldershot 2007, ISBN 978-0-7546-5713-2.
- Forbearance and Compulsion. The Rhetoric of Religious Tolerance in Late Antiquity. Duckworth, London 2009, ISBN 978-0-7156-3698-5.
- Uskonnot antiikin Roomassa. Teos, Helsinki 2012, ISBN 978-951-851360-8.
- Rooman viimeiset päivät. Otava, Helsinki 2016, ISBN 978-951-1-29726-0.
- Roomalaiset ja barbaari. Otava, Helsinki 2020, ISBN 978-951-1-33504-7.
- Religious Dissent in Late Antiquity, 350-450. Oxford University Press, Oxford 2020, ISBN 978-0-1900-6725-0.
- Taikakirja: Magia antiikin Kreikassa ja Roomassa. Otava, Helsinki 2023, ISBN 978-951-1-42865-7.

### Herausgeberschaft
- Mit Marja-Leena Hänninen: Roomalaista arkea ja juhlaa. Tietolipas 201, Suomalaisen kirjallisuuden seura 2004, ISBN 951-746-595-5.
- Mit A. Jacobsen und J. Ulrich: Changes and Continuities in Christian Apologetic. Peter Lang, Frankfurt 2009, ISBN 978-3-631-57976-3
- The Faces of the other. Religious Rivalry and Ethnic Encounters in the later Roman world (= Cursor mundi. Band 10). Brepols, Turnhout 2012, ISBN 978-2-503-53999-7.
- Emperors and the Divine – Rome and its Influence (= COLLeGIUM. Band 20). Helsinki Collegium for Advanced Studies, Helsinki 2016, ISBN 978-951-51-2024-3, (Digitalisat).
- Mit J. Day, R. Hakola und U. Tervahauta: Spaces in Late Antiquity. Cultural, Theological and Archaeological Perspectives. Routledge, London 2016, ISBN 978-1-472-45016-6.
- Mit H. J. Koskinen und R. Palmén: Recognition and Religion: Contemporary and Historical Perspectives. Routledge, London 2019, ISBN 978-0-367-13359-7.
- Mit C. L. de Wet und V. Vuolanto: Slavery in the Late Antique World, 150 – 700 CE. Cambridge University Press, Cambridge 2022, ISBN 978-1-108-56815-9.

### Übersetzung
- Henrik Lättiläinen: Henrikin Liivinmaan kronikka (= Suomalaisen Kirjallisuuden Seuran toimituksia. Band 934). Übersetzung ins Finnische mit Raija Sarasti-Wilenius. Suomalaisen Kirjallisuuden Seura, Helsinki 2003, ISBN 951-746-521-1.